# L’Ingratitude
L’Ingratitude ('De ondankbaarheid') is een kort verhaal in het Frans dat Charlotte Brontë in 1842 voor haar leraar Constantin Héger schreef toen ze met haar zus Emily op een internaat in Brussel les volgde. Het verhaal werd recentelijk ontdekt in het Musée royal de Mariemont in Charleroi door de Brusselse architect Brian Bracken. The London Review of Books website publiceerde het op woensdag 29 februari 2012.
Charlotte Brontë schreef het verhaal voor haar Belgische leraar, die haar en haar jongere zus lesgaf in Franse literatuur. Op dat ogenblik waren de zussen respectievelijk 25 en 23 en verbleven in een Brussels 'pensionnat' dat gerund werd door het echtpaar Héger. Het verhaal is gedateerd op 16 maart 1842. Het gaat over een jonge rat die wegloopt van zijn vader, op zoek naar avontuur, maar zo zijn ongeluk tegemoet loopt. Het moraliserende verhaaltje van slechts zeven paragrafen contrasteert het egoïstische gedrag van 'de ondankbare' met de toewijding van zijn liefhebbende ouder.
In november 1842 moesten de zussen onverwijld terugkeren naar Engeland nadat ze hadden vernomen dat hun tante Branwell was gestorven. In januari 1843 keerde Charlotte terug naar Brussel, dit keer zonder Emily, en werd lerares Engels aan het pensionaat. Tegen die tijd was ze, zo bleek later, erg gehecht geworden aan Héger. Toen in 1913 Paul Héger toestemming gaf voor de publicatie van brieven die Charlotte Brontë vanuit Yorkshire naar haar leraar schreef in 1844 en 1845, bleek dat zij de hele tijd smoorverliefd was geweest op haar leraar Frans.
L'Ingratitude is het eerste van een reeks van 30 taken die de zussen voor hun leraar Frans maakten. Er staan weliswaar een aantal grammaticale fouten in maar toch is het verwonderlijk dat Charlotte, die op het ogenblik dat ze in Brussel kwam geen woord Frans sprak, al in staat was om dit verhaal te schrijven. Waarschijnlijk lag La Fontaines fabel Le Rat qui s’est retiré du monde aan de basis van Charlottes verhaaltje.
Charlotte Brontë zou later haar ervaringen in de kostschool van het echtpaar Héger gebruiken in The Professor en in Villette.

## Bron
- London Review of Books (met de tekst van 'L'Ingratitude')

1. ↑  Volgens een brief van Héger zelf aan Elizabeth Gaskell, Charlottes biograaf.